# John Evans (homme politique britanno-colombien)
Pour les articles homonymes, voir John Evans et Evans.
John Evans  (25 janvier 1816-25 août 1879) est un homme politique canadien de la Colombie-Britannique. Il est député provincial indépendant de la circonscription britanno-colombienne de Cariboo de 1875 jusqu'à son décès en fonction 1879.

## Biographie
Né à Machynlleth dans le Pays de Galles, Evans travaille à Manchester dans sa jeunesse et s'établit plus tard à Tremadog avec sa famille.
Evans arrive en Colombie-Britannique en 1863 avec un groupe de mineurs gallois. L'expédition est un échec, mais Evans reste sur place et continue de prospecter de l'or et comme arpenteur. 
Il tente sans succès d'être élu au conseil législatif de la colonie de la Colombie-Britannique en 1863 et en 1865.
Il meurt à son bureau de Stanley (en) en août 1879 à l'âge de 63 ans.